# Adrien Sibomana

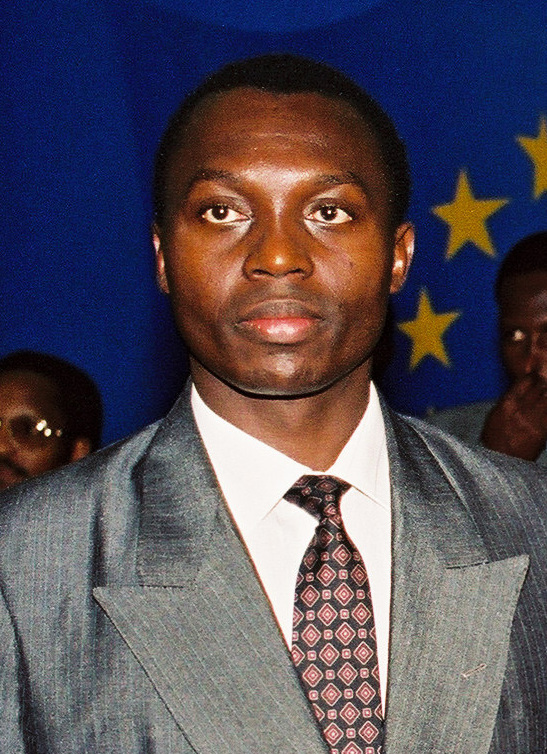
Adrien Sibomana, 1991

Adrien Sibomana (* 4. September 1953 in Bukeye, Muramvya) war der Premierminister Burundis vom 19. Oktober 1988 bis zum 10. Juli 1993.
Sibomana war ein Mitglied der Union für den nationalen Fortschritt (UPRONA). Er ist ein ethnischer Hutu und wurde vom Tutsi-Präsidenten Pierre Buyoya in einem erfolglosen Versuch ernannt, Hutu zu beruhigen, indem er einige hohe Regierungsposten vergab. Sibomana war der erste burundische Premierminister seit 1978, als der Posten abgeschafft worden war.
| Personendaten    | Personendaten                |
| ---------------- | ---------------------------- |
| NAME             | Sibomana, Adrien             |
| KURZBESCHREIBUNG | burundischer Premierminister |
| GEBURTSDATUM     | 4. September 1953            |
| GEBURTSORT       | Bukeye, Muramvya             |